# Les Essards (Indre y Loira)
Les Essards era una comuna francesa situada en el departamento de Indre y Loira, de la región de Centro-Valle de Loira, que el 1 de enero de 2017 pasó a ser una comuna delegada de la comuna nueva de Langeais al fusionarse con la comuna de Langeais.

## Demografía
| Gráfica de evolución demográfica de Les Essards (Indre y Loira) entre 1800 y 2014 |
|                                                                                   |

Los datos demográficos contemplados en este gráfico de la comuna Les Essards se han cogido de 1800 a 1999 de la página francesa EHESS/Cassini, y los demás datos de la página del INSEE.